# Gilberto Marley
Gilberto Marley (eigentlich Gilbert Finney Marley; * 21. Januar 1871 in Großbritannien; † 27. Dezember 1939 in Blevio) war ein italienischer Radrennfahrer und Pionier der Zeitnehmung.
Gilberto Marley war Profi-Radrennfahrer von 1887 bis 1889. In diesen Jahren wurde er dreimal in Folge italienischer Straßenmeister.
1921 initiierte Marley, der italienisch-englischer Abkunft war, die Gründung des Sindacato Italiano Cronometristi Ufficiali, einen Verband der „Zeitnehmer“, der heute als Federazione Italiana Cronometristi (FICr) ein Organ des italienischen Olympischen Komitees CONI ist. Marley selbst war als Zeitnehmer hauptsächlich bei Autorennen tätig, wie etwa der ersten Targa Florio im Jahre 1906, wo er den Start freigab.